# مارچ، کمبریج‌شر
latitudeمارچ، کمبریج‌شرlongitudeمارچ، کمبریج‌شر
مارچ، کمبریج‌شر (به انگلیسی: March, Cambridgeshire) یک شهر بازاری در بریتانیا است که در Fenland واقع شده‌است.

## خصوصیات
مارچ ۱۹٬۰۴۲ نفر جمعیت دارد.